# 谭蝉雪
谭蝉雪（1934年—2018年6月1日），生於广东开平，中國敦煌學學者。

## 生平
1950年5月，谭蝉雪毕业于广西梧州师范学校，之後在广西人民革命大学、桂林市中国语文专修学校工作。1955年8月调到桂林市文化局工作。1956年9月又前往兰州大学中文系就讀。1957年被劃成右派，被下放天水。期間和张春元相戀。1960年，张春元、顾雁等人出版地下刊物《星火》。谭蝉雪負責對外聯絡，爭取援助。在《星火》被取締後，谭蝉雪試圖越境時在开平被抓，並被判有期徒刑14年。1973年底出狱后在酒泉市电机厂工作。1980年3月獲得平反，之後前往酒泉市师范学校工作。1986年6月又前往敦煌研究院敦煌文献研究所工作，任文献研究所副研究馆员。1998年退休，之後隨女兒在上海定居。
谭蝉雪退休後继续参与编辑《敦煌石窟全集》並出版了《敦煌民俗》、《盛世遗风》、《解讀敦煌：中世紀服飾》等专著。她還参编《敦煌学大辞典》（上海辞书出版社，1998年）之民俗词条。
2010年，谭蝉雪自费出版《求索——兰州大学“右派反革命集团案”纪实》，由香港天马出版有限公司出版。2013年完成《炼狱英魂》，但在印刷厂時該書就被没收。2015年，明镜出版社将《求索》、《炼狱英魂》两书合集为《星火—— 兰州大学“右派反革命集团案”纪实》出版
2015年，谭蝉雪将自己收藏的《河西宝卷》资料捐献给甘肃图书馆。
2016年獲得刘宾雁良知奖。
2018年6月1日早上八点四十分，谭蝉雪在上海广粤路上的一家社区托管中心走路時摔倒。送醫後脑出血，最終去世。

## 家人
谭蝉雪刑滿釋放在工廠上班時，與支边的上海人結婚並育有一女，名叫辛琪，出生於1974年。